# Stephen David Hughes
Stephen David Hughes est un footballeur écossais, né le 14 novembre 1982 à Motherwell. Il évolue au poste de milieu relayeur.

## Palmarès
- Glasgow Rangers
  - Vainqueur du Championnat d'Écosse en 2000, 2003 et 2005.
  - Vainqueur de la Coupe d'Écosse en 2002 et 2003.
  - Vainqueur de la Coupe de la Ligue écossaise en 2002 et 2003.

- Norwich City
  - Vainqueur de la League One en 2010.